# Dicranomyia appa
Dicranomyia appa är en tvåvingeart som först beskrevs av Günther Theischinger 1994.  Dicranomyia appa ingår i släktet Dicranomyia och familjen småharkrankar. Inga underarter finns listade i Catalogue of Life.